# Tratado Lux Bella
Lux Bella es un tratado musical escrito por el teórico y compositor renacentista español Domingo Marcos Durán, publicado en Sevilla en 1492. Es considerado como el primer tratado musical escrito en castellano. El tratado versa sobre los aspectos básicos de teoría del canto gregoriano.
Este tratado y el resto de los escritos del mismo autor, Comento sobre Lux Bella y Súmula de canto de órgano, están escritos con una intención técnica. El autor pretendía cumplir el deber moral de dar a conocer lo que había aprendido y facilitar el estudio. Cita a un gran número de autores anteriores y contemporáneos, pero por lo general deja sin determinar los lugares de procedencia de la información[1] .

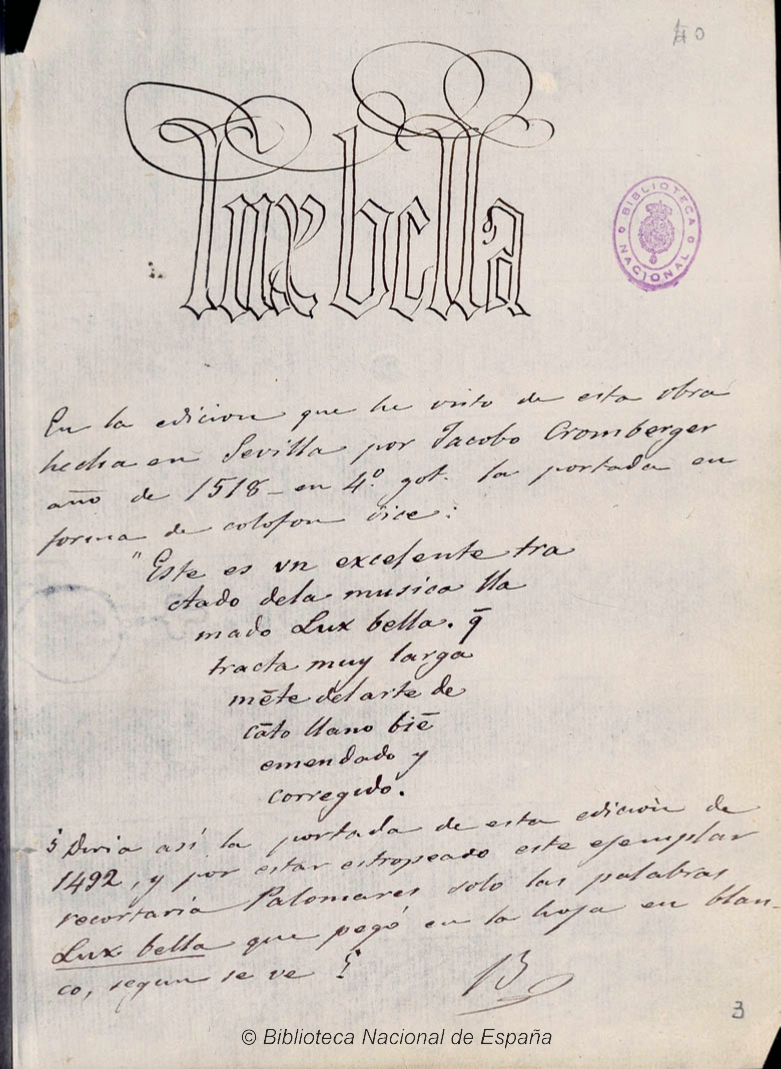
Tratado Lux Bella página 1

## Estructura y características
El tratado está dividido en dos partes. La primera parte [fols. 1-5v] describe las características y reglas del canto gregoriano o llano, terminando con un diagrama circular del sistema hexacordal general. La segunda parte [fols. 6-12v] es un tonario de melodías gregorianas características de los ocho modos eclesiásticos[2] . Entre estas melodías características se encuentra el himno a San Juan del que según la tradición Guido D’ Arezzo utilizó para nombrar las notas. Destacar la importancia de esta aparición de este himno en el tratado.
Su extensión es intencionadamente breve al modo de otros tratados didácticos de la época utilizados para enseñar el canto llano en las capillas musicales, siendo el maestro de canto llano o sochantre el encargado de complementar estas informaciones[3] .

## Ediciones[4]
El bibliógrafo español Nicolás Antonio habla en 1788 de dos ediciones, una de Toledo de 1510 y otra de 1590, aunque ninguna de las dos se conserva. Se conocen y conservan actualmente tres ediciones: la de Sevilla de 1492, la de Salamanca de 1509 y la de Sevilla de 1518. La Edición príncipe es la de Sevilla de 1492, editada por los cuatro compañeros alemanes, y se conservan tres ejemplares: en la Biblioteca Nacional de Madrid, en la Biblioteca Municipal de Évora y en la Biblioteca Nacional de Londres .
La edición de Salamanca de 1509 fue impresa por Juan Gysser con dedicatoria a Bernardino Manrique de Lara. Su título se amplió a Lux Bella de canto llano aprobada, corregida e emendada, y el único ejemplar se conserva en la Biblioteca Nacional de Lisboa .
La edición de Sevilla de 1518 fue impresa por Jacobo Cromberger. Es la misma que la de 1509 con mínimos cambios, y se conserva un ejemplar en la Library of Congress de Washington .

## Aportaciones[5]
El tratado refleja de forma clara la definición de música que existía en el final de la Edad Media y en el primer Renacimiento, además de las divisiones de la música y la descripción de los tres géneros musicales.
En cuanto a los aspectos referidos a la notación musical, Lux Bella advierte el principio de la igualdad de las octavas, siete letras que se repiten en las distintas tesituras, sin justificarse en razones musicales sino en los principios medievales de la perfección del número siete (siete días de la semana, siete sacramentos, los pecados capitales, los dolores de la Santísima Virgen…). Pese a esto, acepta el sistema hexacordal y lo explica, sin sentir la necesidad de un nuevo sistema de denominaciones de los sonidos basado en los siete grados diatónicos de la escala. Describe la función diferenciadora de la propiedad de bemol y becuadro, que luego en el Comento desarrolla. También describe la práctica de las mutaciones en el sistema hexacordal. Como otros autores, extiende el nombre de mutanza también al cambio de clave, o al cambio de tono auténtico en discípulo (plagal) y viceversa.
El tratado Lux Bella también desarrolla el concepto de “Conjuntas”. El significado no está muy precisado en este tratado y los tratados del mismo autor. Por un lado se refiere al hecho de la alteración, pero por otro se utiliza para indicar la adaptación del sistema hexacordal a la práctica de las alteraciones. Aunque posteriormente el autor en el Comento alude a doce deducciones, en Lux Bella habla solo de diez.
En cuanto a los modos, aborda el estudio de los tonos eclesiásticos, con ciertas consideraciones del séptimo de mucho interés. Primero distingue los distintos usos de la palabra: referida a un solo sonido, al intervalo de segunda mayor o al carácter modal o tono general. Se expone la teoría de la igualdad de cada modo auténtico con su modo plaga, y se admite el octavo modo. Los modos auténticos (maestros) y plagales (discípulos) están formados por una misma quinta y una misma cuarta, y permaneciendo idéntica la quinta en ambos casos, la diferencia entre ambos se determina por la posición de la cuarta. Reconoce que la especie melódica es una sola y que no varía más que en el ámbito. Admite que el séptimo tono era el más importante de todos, debido a que podía extenderse por todo el ámbito de los restantes auténticos sin caer en irregularidad. También se dedica un párrafo a explicar el carácter de cada tono, que más tarde desarrolla en el Comento.

### [fol.3 r.]

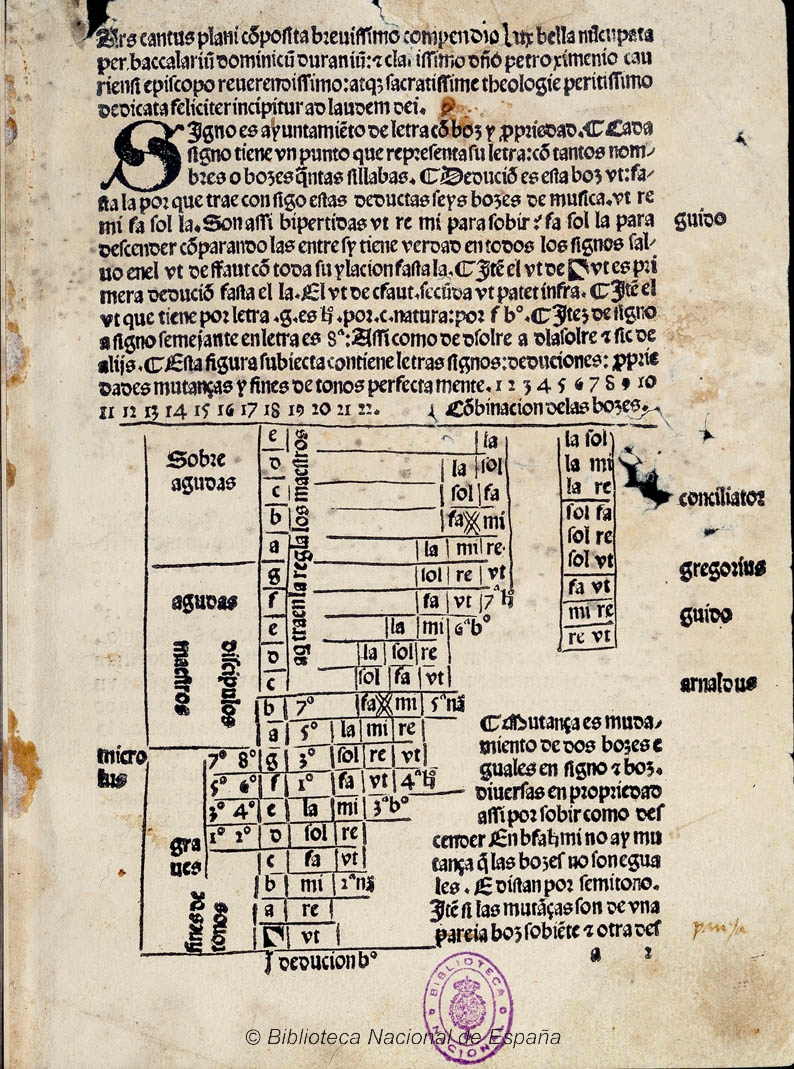
Tratado Lux Bella página 5

Además de la introducción y la dedicatoria, Marcos Durán realiza una introducción de los signos y nombres de las notas del sistema hexacordal: “estas deductas seys bozes de musica, ut re mi fa sol la”. A continuación el autor expone los hexacordos que forman el sistema guidoniano, el hexacordo becuadro o de sol, el hexacordo natural o de do, y el hexacordo bemol o de fa, respectivamente: Este ut que tiene por letra .g. es “bequadro”. Por.c. natura: por f “bemoll”.
El autor utiliza los siguientes signos para referirse al becuadro y al bemol:
Los números que aparecen al final del párrafo representan las notas del sistema hexacordal desde Gammaut hasta ela. Son 22 notas porque Durán hace distinción entre bfa y b♮mi como dos notas diferentes.
Transcripción:
Ars cantus plani composta brevissimo compendio Lux Bella nuncupata per Baccalarium Dominicum Duranium: et clarissimo Domino Petro Ximenio Cauriensi Episcopo Reverendissimo atque sacratissime theologie peritissimo dedicata feliciter incipitur ad laudem Dei.
[El arte del canto llano, contenido en un brevísimo compendio llamado Lux Bella, por el bachiller Domlnlcus Duranlus, y dedicado al ilustrísimo don Petro Ximenio, reverendísimo obispo de Coria, erudito en la sacratísima teología, comienza felizmente en alabanza a Dios] 
Signo es ayuntamiento de letra con boz y propiedad. Cada signo tiene un punto que representa su letra: con tantos nombres o bozes quantas sillabas. Deducion es esta boz ut:fa et a la por que trae consigo estas deductas seys bozes de musica. Ut re mi fa sol la. Son assi bipertidas ut re mi para sobir i fa sol la para descender comparando las entre sy tiene verdad en todos los signos salvo en el ut de ffaut con toda su ylacion fasta la. Este el ut de x ut es primera deducion fasta el la. El ut de cfaut. Secunda ut pater infra. Este ut que tiene por letra .g. es “bequadro”. Por.c. natura: por f “bemoll”. Estes de signo a signo semejante en letra es “g”. Assi como de dsolre a dlasolreet fic de alijs. Esta figura subiecta contiene letras, signos, deduciones, propiedades mutanças y fines de tonos perfectamente. 1 2 3 4 5 6 7 8 9 10 11 12 13 14 15 16 17 18 19 20 21 22.
[Signo es la combinación de una letra con un vocablo y una propiedad. Cada signo tiene una nota que representa su letra con tantos nombres, o vocablos, como sílabas. Una deducción es este vocablo [de] ut a la porque trae consigo los seis vocablos deducidos de la música: ut. re. mi. fa. sol, y la. Se dividen en dos partes así: ut, re, mi para ascender, y fa, sol, la para descender. Comparándolos, [esta regla] es verdadera en todos los signos, excepto en el ut en ffaut con toda su línea hasta el la. La ut de Gammaut es la primera deducción a la: la ut de cfaut es la segunda, como se muestra a continuación. Item: La ut que tiene “g” por letra es dura (becuadro); c, natural; y por f, bemol. ltem: de un signo a un signo con una letra similar hay una octava, como de dsolre a dlasolre. y lo mismo con los demás. La siguiente figura contiene las letras, los signos, las deducciones, las propiedades, las mutaciones y los finales de los tonos en perfecta relación. Hay que tener tal método para ordenar los signos que, al llegar a ffaut superagudo, volváis, como en la primera [deducción], a dsolre, y las letras pasan por los últimos vocablos y se unen a las del primer dicho Gammasolreut. Alamire. bfabmi. csolfaut: 1, 2, 3, 4, 5, 6, 7, 8, 9, 10, 11, 12, 13, 14, 15, 16, 17, 18, 19, 20, 21 y 22].

### [fol.3 v.]
[Guías del margen: arnaldus, Microlus (abrev. De micrologus), Philippus de vitriaco (Philipp de Vitry)]

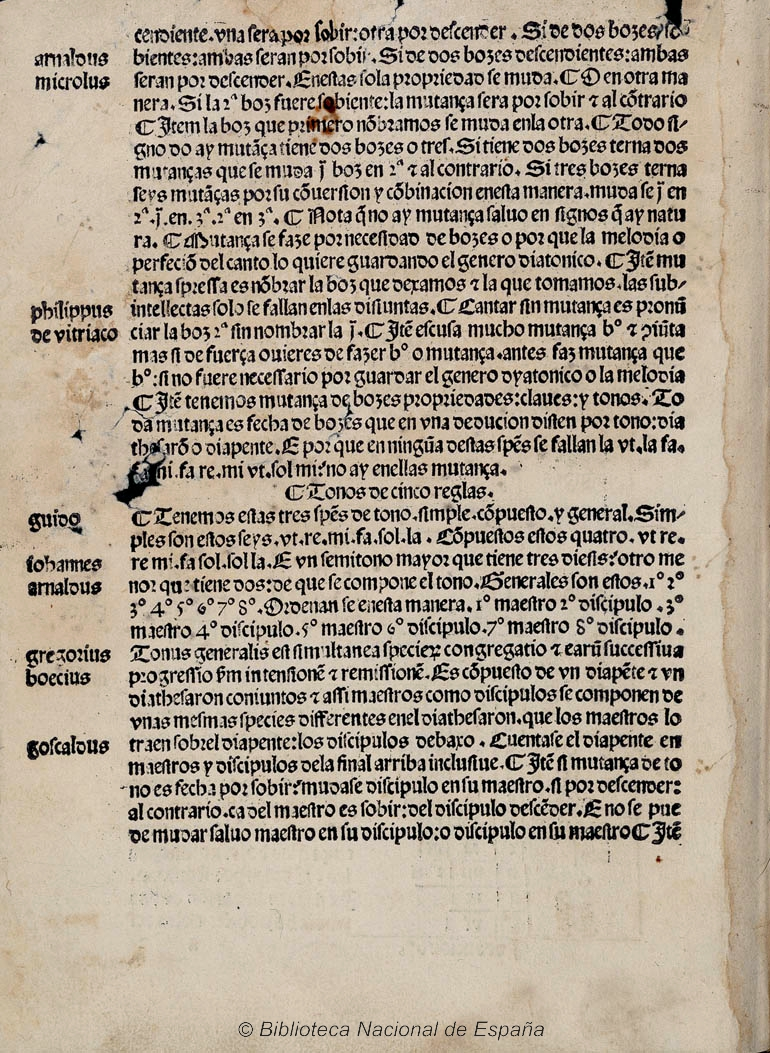
Tratado Lux Bella página 6

Mutança es mudamiento de dos bozes eguales en signo y boz, diversas en propriedad assi por sobir como descender. En bfab(cuadro)mi no ay mutança que las bozes no son eguales, e distan por semitono. Iten si las mutanças son de una pareja boz sobiente i otra descendiente, una sera por sobir: otra por descender. Si de dos bozes sobientes: ambas seran por sobir. Si de dos bozes descendientes: ambas seran por descender. En estas 10 la propriedad se muda. En otra manera. Si la 2º boz fuere sobiente: la mutança sera por sobir i al contrario. Item la boz que primero nombramos se muda en la otra. Todo signo do ay mutança tiene dos bozes o tres. Si tiene dos bozes terna dos mutanças que se muda 1º boz en 2º i al contrario. Si tres bozes ternaseys mutanças por su conversion y combinacion en esta manera, mudase 1º en 2º, 1º en 3º, 2º en 3º. Nota que no ay mutança salvo en signos que ay natura. Mutança se faze por necesidad de bozes o por que la melodia o perfecion del canto lo quiere guardando el genero diatonico. Item mutanza spressa es nombrar la boz que dexamos i la que tomamos, las subintellectas solo se fallan en las disiuntas. Cantar sin mutança es pronunciar la boz 2ª sin nombrar la 1ª. Item escusa mucho mutança bº i aiunta mas si de fuerça ovieres de fazer bº o mutança, antes faz mutança que bº: si no fuere necessario por guardar el genero dyatonico o la melodia. Item tenemos mutança de bozes propriedades: claves: y tonos. Toda mutança es fecha de bozes que en una deducion disten por tono: diathesaron o diapente. E por que en ninguna destas spens (especies) se fallan la ut.lafa.fa ni.fa re.mi ut.sol:mi: no ay enellas mutança.
[La mutación es el intercambio de dos vocablos que son iguales en signo y sonido (voz), pero que son diferentes en propiedad (y deducción) para ascender así como para descender. En bfab()mi no hay mutación porque los vocablos no son iguales, sino que están distantes por un semitono. Ítem: si las mutaciones en un par [de vocablos] son entre un vocablo ascendente y otro descendente, entonces uno será para ascender, y el otro, para descender; Si está entre dos vocablos ascendentes, entonces ambos serán para ascender; y si entre dos vocablos descendentes, entonces ambos serán para descender. En estos [dos últimos tipos] sólo cambia la propiedad. O, en otras palabras, si el segundo vocablo fuera ascendente, entonces la mutación sería para ascender, y viceversa].
]Ítem: el vocablo que nombramos primero muta en el otro. Cada signo en el que se produce una mutación tiene dos o tres vocablos. Si tiene dos vocablos, entonces tendrá dos mutaciones porque el primer vocablo se convierte en el segundo, y viceversa; Si tiene tres voces, entonces tendrá seis mutaciones para su conversión y combinación de esta manera: la primera se transforma en la segunda, la primera en la tercera y la segunda en la tercera. Obsérvese que no hay mutación excepto en los signos (en los que participa la deducción de la naturaleza). La mutación se hace por necesidad, debido a los vocablos, o debido a la melodía o perfección del canto lo requiere, o para preservar el género diatónico. Item: La mutación expresa (o explícita) es nombrar el vocablo que dejamos y el que tomamos; Aquellas mutaciones que son subintellectas se encuentran solo en las disjuntos. Cantar sin mutación (o con tácet o mutación implícita) es pronunciar el segundo vocablo sin nombrar el primero. Ítem: se debe evitar el uso excesivo de la mutación, la b suave y las conjuntas, pero si por todos los medios se debe hacer una b suave o una mutación, entonces elija primero hacer la mutación, y luego la b suave, si no fuera necesario para preservar el género diatónico o la melodía. Ítem: tenemos mutaciones de vocablos, propiedades, claves y tonos. Toda mutación se hace dentro de vocablos que están distantes en una deducción por un tono, un diatessaron, o un diapente, y porque en ninguna de estas especies se encuentran la-ut, la-fa, fa-mi. fa-re. Mi-ut. y sol-mi, no hay mutación en ellos [la-ut, la-fa. etc].

### [fol.4 r.]

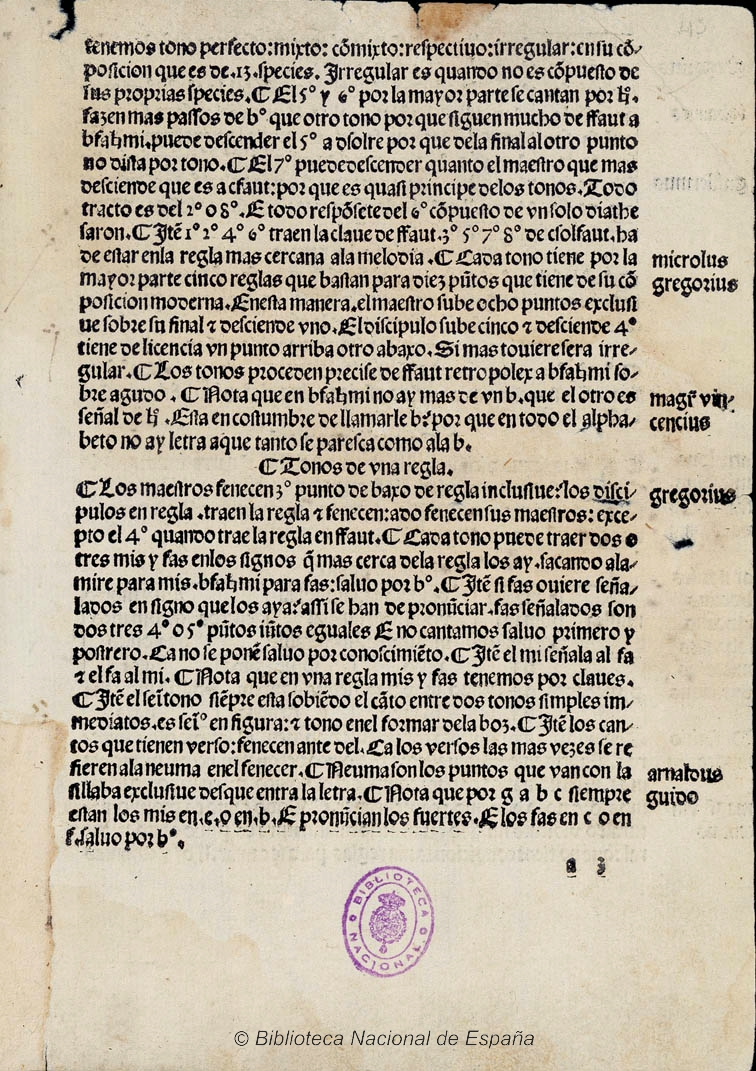
Tratado Lux Bella página 7

Título: Tonos de cinco reglas (Margenes: guido, johannes arnaldus, gregorius, boecius, goscaldus, microlus, gregorius, magister vincencius).
Tenemos estas tres (especies) de tono .simple.compuesto. y general. Simples son estos seys .ut.re.mi.fa.sol.la. Compuestos estos quatro .ut re. Re mi. Fa sol. Sol la. E un semitono mayor que tiene tres diesis: otro menor que tiene dos: de que se compone el tono. Generales son estos .1º 2º 3º 4º 5º 6º 7º 8º. Ordenan se enesta manera . 1º maestro 2º discipulo. 3º maestro 4º discipulo. 5º maestro 6º discipulo. 7º maestro 8º discipulo. Tonus generalis est simultanea specierys congregatio et carumsuccessius progressio sum intentionem et remisionem. Es compuesto de un diapente i un diathesaron coniuntos i assi maestros como discipulos se componen de unas mesmas species differentes en el diathesaron. Que los maestros lo traen sobrel diapente: los discipulos debaxo. Cuentese el diapente en maestros y discipulos dela final arriba inclusive. Item si mutança de tono es fecha por sobir: mudase discipulo en su maestro. si por descender : al contrario. la del maestro es sobir: del discipulo descender. E no se puede mudar salvo maestro en su discipulo: o discipulo en su maestro. Item tenemos tono perfecto: mixto: conmixto: respectivo: irregular: en su composicion que es de 13 species. Irregular es quando no es compuesto de sus proprias species. El 5º y el 6º por la mayor parte se cantan por b(cuadro) fazen mas passos de bº que otro tono por que siguen mucho de ffaut a bfab(cuadrado)mi. puede descender el 5º a dsolre por que dela final al otro punto no dista por tono. El 7º puede descender quanto el maestro que mas desciende que es a cfaut: por que es quasi principe de los tonos. Todo tracto es del 2º o 8º. E todo responsete del 6º compuesto de un solo diathesaron. Item 1º 2º 4º 6º traen la clave de ffaut. 3º 5º 7º 8º de csolfaut. ha de estar en la regla mas cercana a la melodia. Cada tono tiene por la mayor parte cinco reglas que bastan para diez puntos que tiene de su composicion moderna. En esta manera. el maestro sube ocho puntos exclusive sobre su final i desciende uno. El discipulo sube cinco i desciende 4º tiene de licencia un punto arriba otro abaxo. Si mas toviere sera irregular. Los tonos proceden precise de ffaut retro poler a bfab(cuadrado)mi sobreagudo. Nota que en bfab(cuadrado)mi no ay mas de un b, que el otro es señal de b(cuadro). Esta es costumbre de llamarle b: por que en todo el alphabeto no ay letra aque tanto se paresca como ala b.
[Tenemos estas tres especies de tono: simple, compuesto y general. Estos seis son simples: ut, re, ml. fa, sol, y la* Estos cuatro son compuestos: ut-re. re-mi. fa-sol. y sol-la; y un semitono mayor porque tiene tres dieses, y otro, menor porque tiene dos, juntos comprenden este tono [compuesto]. Estos [ocho] son generales: primero, segundo, tercero, cuarto, quinto, sexto, séptimo y octavo. Se ordenan así: primero, maestro [auténtico]; segundo, discípulo [plagal]; tercero, maestro; cuarto, discípulo; quinto, maestro; sexto, discípulo; séptimo, maestro; octavo, discípulo. Un tono general es la congregación simultánea de las especies y su progresión sucesiva por intensidad y remisión. Se compone [un tono general] de un diapente y un diatessaron conjuntos, y los maestros, como sus discípulos, se componen de las mismas especies y son diferentes porque los maestros tienen el diatessaron por encima del diapente y los discípulos, por debajo. En los maestros y los discípulos el diapente se cuenta inclusivamente por encima del final Item: si una mutación de un tono general Se hace por. ascendente, el discípulo cambia en el maestro; si por descendente, al contrario, porque ascendente se atribuye al maestro <tono>, y descendente se atribuye al discípulo. No es posible cambiar a menos que el maestro cambie en Su discípulo, o el discípulo en su maestro. Ítem: tenemos un tono que es perfecto, mixto, mezclado, respectivo, o irregular En su composición que es de trece especies. Irregular es cuando no está compuesto de las especies apropiadas. Los tonos quinto y sexto se cantan en su mayor parte con ♮ fuerte ; hacen más pasos a b suave que los otros tonos porque a menudo proceden de ffaut a bfa♮mi. Es posible que el quinto tono descienda a dsolre porque el final no está distante de la nota siguiente [abajo] por un tono, El séptimo tono es capaz de descender tanto como el (otro) tono maestro que desciende más, que es a cfaut, porque él [el séptimo tono] es casi el príncipe de los tonos. Todos los tractos están en el segundo u octavo tono y todos los responsorios cortos (responsete) están en el sexto tono compuesto de un solo diatessaron]
[ltem: los tonos primero, segundo, tercero y sexto utilizan la clave de ffaut: los tonos tercero, quinto, séptimo y octavo utilizan la de csolfaut. Esta [la clave] debe estar en la línea más cercana a la melodía, Cada tono tiene en su mayor parte cinco líneas que son suficientes para las diez notas que tiene en su composición moderna de esta manera: el maestro asciende ocho notas exclusivamente por encima de su final y desciende una. El discípulo asciende cinco y desciende cuatro; tiene por sanción una nota arriba y otra abajo. Si tuviera más, entonces sería irregular Los tonos proceden precisamente del retropollexo ffaut al superagudo bfa♮mi. Observe que en bfa♮ml no hay más de una b y que la otra [nota] es el signo de ♮. Es costumbre llamarla «b» porque en todo el alfabeto no hay letra a la que se parezca más que a la «b»] . 
Título: Tonos de una regla (Márgenes: Gregorius, Arnaldus, Guido, Gregorius, Iohannes, Guillermus.
Los maestros fenecen 3º punto de baxo de regla inclusive: los discipulos en regla, traen la regla i fenecen: a do fenecen sus maestros: excepto el 4º quando trae la regla en ffaut. Cada tono puede traer dos o tres mis y fas en los signos que mas cerca de la regla los ay, sacando alamire para mis, bfab(cuadrado)mi para fas: salvo por bº. Item si fas ouviere señalados en signo que los aya: assi se han de pronunciar, fas señalados son dos tres 4 o 5 puntos iuntos eguales. E no cantamos salvo primero y postrero. La no se ponen salvo por conoscimiento. Item el mi señala al fa i el fa al mi. Nota que en una regla mis y fas tenemos por claves. Item el semitono siempre esta sobiendo el cnto entre dos tonos simples immediatos es (seguido) en figura: i tono en el formar de la boz. Item los cantos que tienen verso fenecen antes del. La los versos las mas vezes se refieren a la neuma en el fenecer. Neuma son los puntos que van con la sillaba exclusive desque entra a la letra. Nota que por g a b c siempre estan los mis en ,c, o en ,b. E pronuncian los fuertes. E los fas en c o en f salvo por bº.
Los tonos maestros terminan en la tercera nota bajo la línea Inclusive; los discípulos, en la línea. Ellos [los discípulos] usan la línea [de sus maestros] y terminan donde [en la misma nota del gamut que] terminan sus maestros, excepto el cuarto tono cuando usa la línea de ffaut
Cada tono puede indicar un mi y un fa dos o tres veces en los signos que están más cerca de la línea usando alamire para mi, y bfa♮mi para fa, excepto con b. Artículo: Si se indica un fa en un signo en el que está permitido [fa], entonces debe cantarse, un fa se indica con dos, tres, cuatro o cinco notas iguales y unidas. No cantamos más que la primera y la última de ellas porque no se escriben sino para que se entiendan.
Item: el mi indica el fa, y el fa indica el mi. Nótese que en el pentagrama de una línea tenemos mi's y fa's para las claves. Item: en canto el semitono es siempre ascendente entre dos tonos simples conjuntos. Es [esta nota] un semitono en figura y un tono en la formación de la voz en el canto.
Item: los cantos que tienen un verso terminan antes [el verso] porque los versos más a menudo se refieren al neume En el cierre. Los neumes son las notas que van exclusivamente con la sílaba en cuanto empieza la palabra (letra). Nótese que con g-a-b-c, mi siempre está en e o en b y que se pronuncia fuerte, y que a fa está en c o en f excepto con b suave. [Figura II: Las pruebas de los tonos en la línea única] .
Entonaciones de psalmos en fiestas solennes o dobles. 1º 6º comiençan fa sol la, 2º 3º 8º ut re fa 4º la sol sol la 5º ut mi sol: o fa re fa 7º ut fa mi fa sol. Muchos los entonan por las glorias delos officios. En dias feriales: entonan todo el verso egual falta el medio. La flexion es una 3ª, en fiestas solennes de grado: E si es ferial: de salto.
El primer y sexto tono comienzan fa-sol-la; el segundo, tercer y octavo tono comienzan ut-re-fa; el cuarto tono comienza la-sol-sol-la: {el quinto tono comienza fa-refa}: y el séptimo tono comienza ut-fa-ml-fa-sol. Estas fórmulas de fórmulas se entonan a menudo para las Glorias de los oficios. En los días feriales todo el verso se entona igual hasta la mediación. El flexo es una tercera [o una segunda]; [se canta] a paso en las fiestas solemnes y a salto si es feria.
Título: Assi median en las comas
1º 6º la sol la, 2º 5º 8º fa sol fa 3º fa sol fa mi re fa 4º re ut re mi re, 7º re fa mi re mi, los fines tienen como la sequencia. La qual es para fenecer el psalmo, i conocer de que tono es la aña.
[Se cantan así en las mediaciones (comas)]
[Los tonos primero y sexto se cantan la-sol-la; el segundo, quinto y octavo, fa-sol-fa; el tercero, fa-sol-fa-ml-re-fa; el cuarto, re-ut-re-ml-re; y el séptimo, re-fa-ml-re-mi. Tienen terminaciones como las secuencias. La antífona es lo que se utiliza para terminar el salmo y para saber a qué tono [pertenece el salmo].

### [fol. 4 v.]

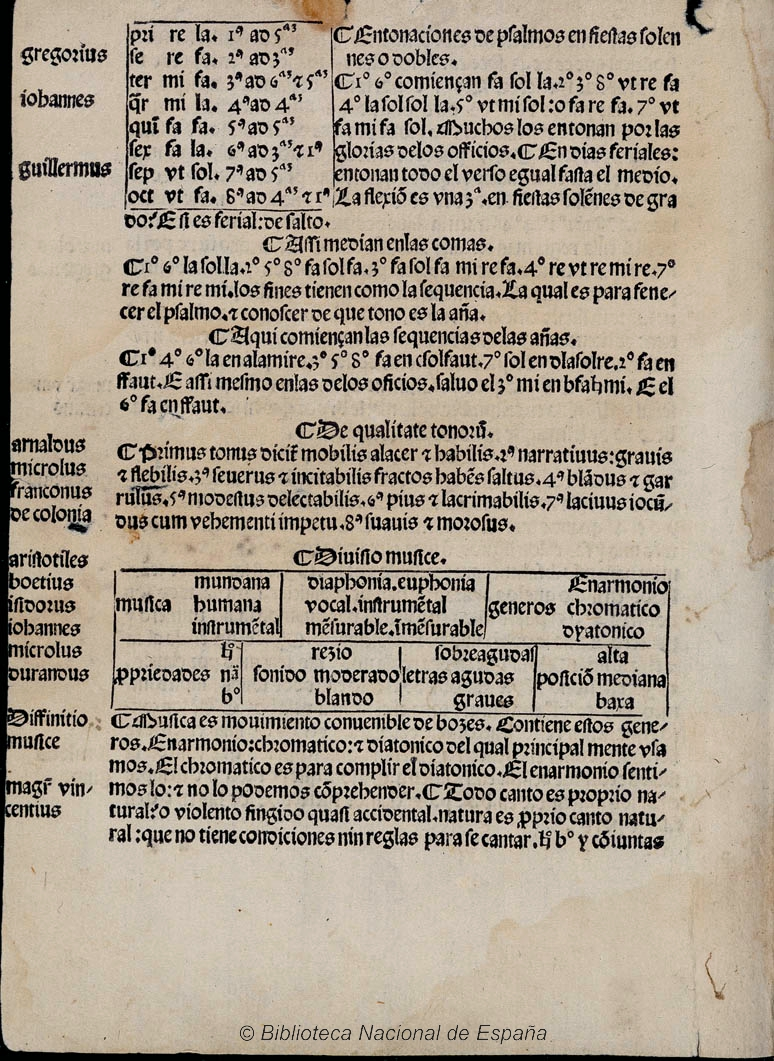
Tratado Lux Bella página 8

Título: Aquí comiençan las sequencias de las añas.
1º 4º 6º la en alamire, 3º 5º 8º fa en csolfaut, 7º sol en dlasolre, 2º fa en ffaut. E assi mesmo en las de los oficios, salvo el 3º mi en bfa♮mi. E el 6º fa en ffaut.
[Aquí comienzan las secuencias de las antífonas]
[Los tonos primero, cuarto y sexto comienzan en la in alamire; el tercero, quinto y octavo, en fa in csolfaut; el séptimo en sol In dlasolre: y el segundo, en fa in ffaut. Y los de los oficios empiezan igual excepto el tercer tono, que empieza en ml en bfa♮mi, y el sexto, que empieza en fa en ffaut]. 
Título: De qualitate tonorum (Márgenes: Arnaldus, Microlus, Franconus de Colonia Primus tonus dicit mobilis alacer et habilis. 2ª narrativus: gravis et flevilis, 3ª severus et incitabilis fractos habens saltus, 4ª blandus et garrulus, 5ª modestus delectabilis, 6ª pius et lacrimabilis, 7ª lacivus iocundus cum vehementi impetu, 8ª suavis et morosus
[Cualidades de los tonos]
[Se dice que el primer tono es flexible, vivo y adecuado; el segundo, narrativo, grave y lúgubre; el tercero, severo y excitante, con saltos rotos; el cuarto, soso y gárrulo; el quinto, moderado y delicioso; el sexto, piadoso y lúgubre; el séptimo, juguetón, agradable con Impulso impetuoso; y el octavo, suave y taciturno]. 
Título: Divisio musice (Margenes: aristotiles, boetius, isidorus, iohannes, microlus, durandus, Diffinitio musice, Magister vincentius, guido, boetius, arnaldus, microlus)
Musica es movimiento convenible de bozes. Contiene estos generos. Enarmonio: Chromatico: et diatonico del qual principal mente usamos. El chromatico es para complir el diatonico. El enarmonio sentimos lo: i no lo podemos comprehender. Todo canto es proprio natural: o violento fingido quasi accidental, natura es proprio canto natural: que no tiene condiciones nin reglas para se cantar, b(cuadro) bº y coniuntas son accidentales que le varian por sus reglas y preceptos. Conoscer las fuerças del canto es saber por que propriedades cantamos. Itez el genero diatonico procede por dos tonos i un semitonio, tiene estas 13 species por quien cantamos i tañemos, unisonus: tonus: semitonia: ditonus: semiditonus: tritonus: diathessaron: diapente: diapente cum tono: diapente cum semitono, diapente cum diton, diapente cum semiditono diapason. Son tripartidas en esta manera. Los unisonia son simples tonia: semitonus: ditonus: semiditonus: tritonus: diathessaron: diapente compuestas, diapente cum tono, diapente cum semitono, diapente cum ditono, diapente cum semiditono, diapason, sobre compuestas o decompuestas. Item diez son variables: tres invariables. Item en contrapunto son consonantes concordantes estas siete, unisonus, ditonus, semiditonus,, diapente, diapente cum tono, diapente cum semitono, diapason. Dissonantes discordantes estas seys tonus: semitonus: tritonus: diatessaron: diapente cum ditono: diapente cum semiditono. Cada specie tiene tantas variaciones quantos intervallos contando precisede diapente fasta diapason. E difieren en la posicion del semitono. Item los intervallos de cada specie son uno menos que sus bozes. Nota que iamas el tritono viene por si solo. Item por que llamamos llano al canto llano. E lo cantamos por compas. E por que precise tiene seys bozes. E por que el semitono se asigna entre fa mi. E por que sobiendo lo cantamos en el fa: i descendiendo en el mi. Unisonus es egualdad de bozes, tonus es intervallo de dos bozes perfectas. Semitonus es intervallo de una boz perfecta y otra imperfecta, tonicus es intervallo de tres bozes perfectas reflexas. Ditonus es intervallo de tres bozes compuestas de dos tonos. Semiditonus es intervallo de tres bozes compuestas de un tono y de un semitono. Estas con las otras estan cantadas enestos exemplos. Item mayoridad y menoridad es tener semitono o tono. Item melodia es de canto llano. Consonancia y dissonancia de contrapunto. Armonia es copula de tres bozes o mas consonantes i dissonantes en uno, aeuya. Sevoitaen. Toda fuga sequela o ylacion de bozes ya fasta unisonus o replica. Tenemos estas tres variaciones, sobir, unisonar, i descender de grado o salto. Los puntos descendientes sostiene, unisonus comienços de canto o salto fortifica punto postrero de sobida o descendida Xmediante mediante tiene otro segundo iunto assi es bmolado. Mi fortifica: fa mollifica: la sol la sostiene: tenemos punto quadrado: alphado: semidoblado: o triangular. Item punto figura nota. Item distancia: intervallo: spacio Item reflexion: reiteracion: replica: reduplicacion: reducion Sequencia Sequlorum amen.

### [fol.5 r.]

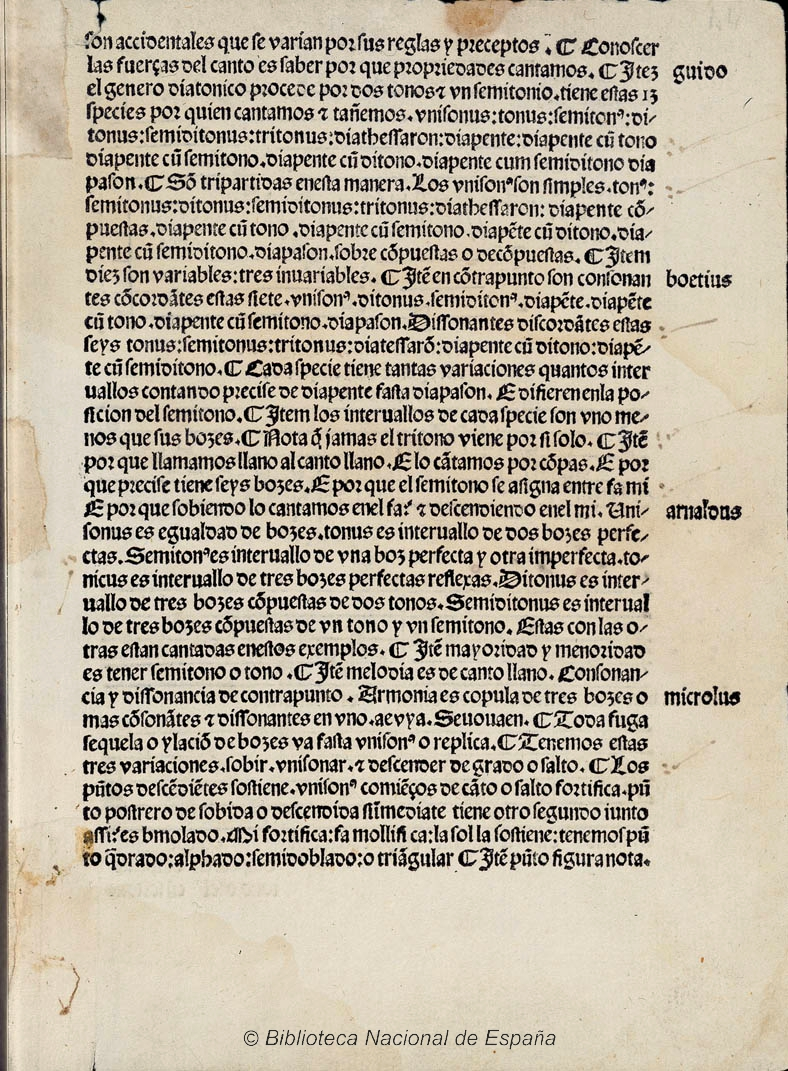
Tratado Lux Bella página 9

La definición de música es el movimiento agradable de las voces. Contiene tres géneros: el enarmónico, el cromático y el diatónico, que es el que utilizamos principalmente. El cromático es para el cumplimiento del diatónico. La enarmónica la oímos y no somos capaces de entenderla, Todo canto es propio y natural, o violento, falso y casi accidental. [La deducción de] la naturaleza es canto propio y natural porque no tiene condiciones ni reglas para su canto, [Las deducciones de] la ♮ dura, la b suave y los conjuntos son accidentales porque varían por sus reglas y preceptos.
Conocer la fuerza del canto es conocer por qué cantamos las propiedades, Item: el género diatónico procede por dos tonos y como semitono. Tiene [el género diatónico] estas trece especies en que cantamos y tocamos: unísono, tono, semitono, ditono, semiditono, tritono, diatessaron, diapente, diapente con tono, diapente con semitono, diapente con ditono, diapente con semiditono y diapasón. Se dividen en tres grupos de esta manera los unísonos son simples; el tono, semitono, ditono, semiditono, tritono, diatessaron, y diapente son compuestos; y el diapente con tono, diapente con semitono, diapente con ditono, diapente con semiditono, y el diapasón son supercompuestos o descompuestos.
Item: diez especies son variables; tres son invariables Item: En contrapunto estas seis son consonantes o concordantes: el unísono, el ditono, el semiditono, el diapente, el diapente con tono, el diapente con semitono, y el dlapason; estas seis son disonantes o discordantes: el tono, semitono, tritono, diatessaron, diapente con ditono, y diapente con semiditono. Cada especie tiene tantas variaciones como intervalos, contando precisamente del diapente al diapasón, y difieren en la posición del semitono. Item: los intervalos de cada especie son uno menos que sus vocales. Nótese que el tritono nunca se canta solo. Item: las razones por las que damos el nombre de «llano» al canto llano son: que lo cantamos por un tactus (compas), y porque tiene precisamente seis vocales, y porque el semitono se asigna entre el fa y el mi, y porque en ascendente lo cantamos [el semitono] en el fa y en descendente, en el mi. Un unísono es la igualdad de las vocales; un tono es el intervalo de dos vocales perfectas. Un semitono es el intervalo de una vocable perfecta y otra imperfecta. Un tonlcus es el intervalo de tres vocables perfectos reflexivos. Un ditono es el Intervalo de tres vocables que comprenden dos tonos. Un semitono es el intervalo de tres vocables que comprenden un tono y un semitono. Estos con los otros se cantan en estos ejemplos [más abajo] Item: ser mayor y ser menor es tener un tono o un semitono. Item: <este término> melodía se atribuye al canto llano; consonancia y disonancia, al contrapunto. Armonía es la Unión de tres o más vocales consonantes y disonantes <al mismo tiempo> en una aeuia, seuouaen. Todas las fuga. sequela, o líneas de vocables, proceden al unísono o a la réplica. Tenemos estas tres variantes [de proceder en música]: cantar unísonos, y ascender o descender por paso o por salto. Las notas descendentes se apoyan; el comienzo de el canto, ya sea al unísono o por salto, está fortificado; y una nota al final del ascenso y [el comienzo del] descenso se apacigua si tiene una segunda nota inmediatamente unida a ella. Mi fortifica, fa mollifica, la-sol-la apoya Tenemos una nota cuadrada, una nota alfada, y una nota (semitonal), o triangular. Item: un punto, una figura y una nota [son la misma cosa]. Elemento: una distancia, un intervalo y un espacio [son la misma cosa]. Item: reflexión, reiteración, replicación, duplicación y reducción [son la misma cosa]; y secuencia y seculorum amen [son la misma cosa].

### [fol.5 v.]

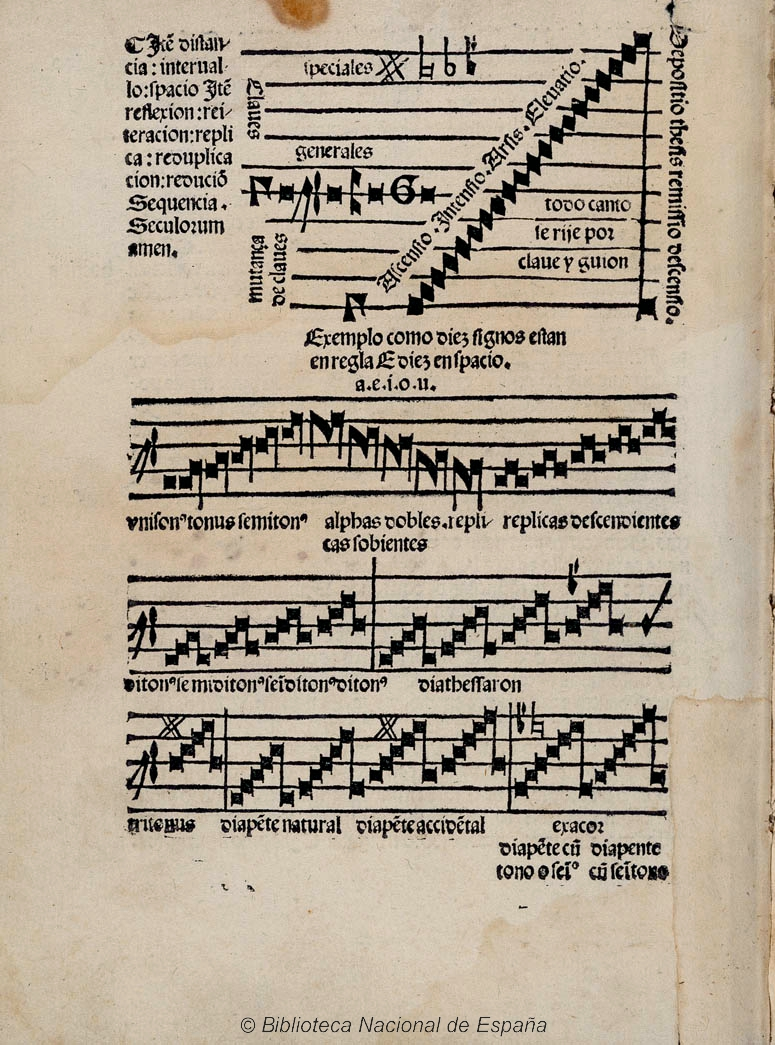
Tratado Lux Bella página 10

### [fol.6 r.]

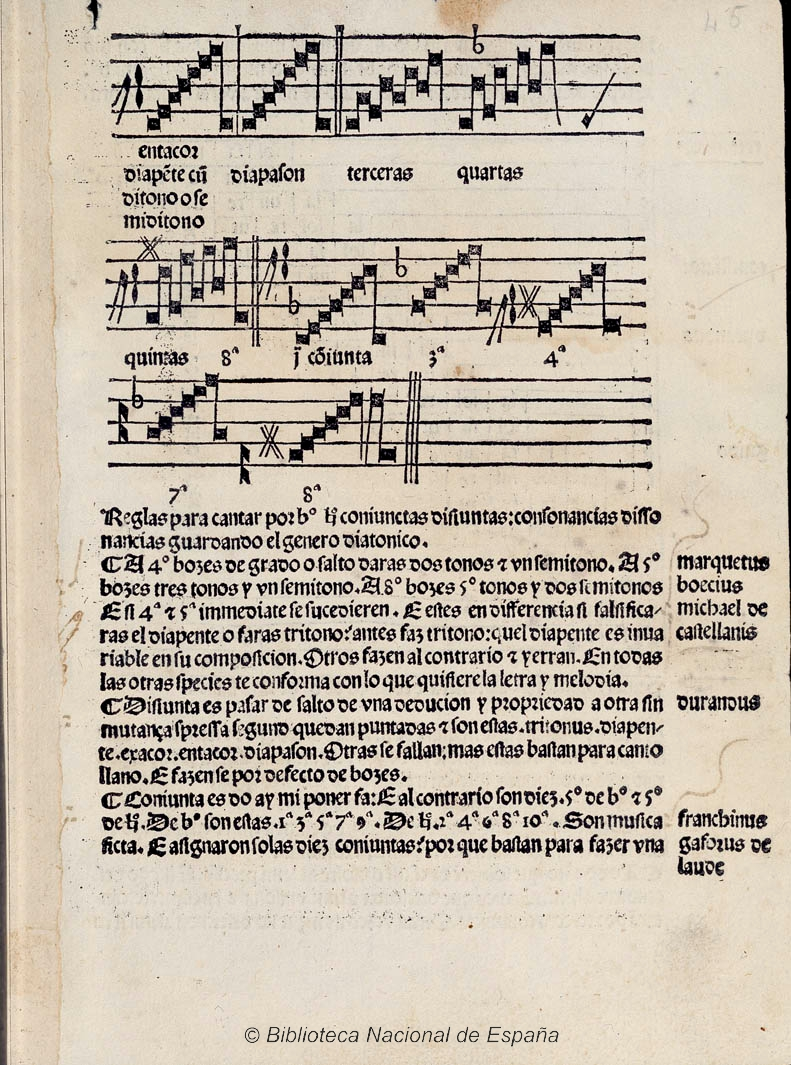
Tratado Lux Bella página 11

Título: Reglas para cantar por bº, b♮º coniunctas disiuntas: consonancias dissonancias gardando el genero diatonico. (Márgenes: Marquetus, boecius, michael de castellanis, durandus, franchinus, gaforus de laude).
A 4º bozes de grado o salto daras dos tonos i un semitono. A 5º bozes tres tonos y un semitono. A 8º bozes 5º tonos y dos semitonos. E si 4º e 5º immediate se sucedieren. E estes en differencia si falsificaras el diapente o faras tritono: antes faz tritono: quel diapente es invariable en su composicion. Otros fazen al contrario i yerran. En todas las otras species te conforma con lo que quisiere la letra y melodia. Disiunta es pasar de salto de una deducion y propriedad a otra sin mutança spressa segund quedan puntadas i son estas, tritonus, diapente, exacor, entacor, diapason. Otras se fallan, mas estas bastan para canto llano. E fazen se por defecto de bozes.
[Acerca de las reglas para cantar por b suave, ♮ fuerte, los conjuntos los disjuntos, las consonancias y disonancias, y para conservar el género diatónico]
[A cuatro vocales por paso o por salto darás dos tonos y un semitono; a cinco vocales, tres tonos y un semitono; y a ocho vocales, cinco tonos y dos semitonos. Y si una cuarta y una quinta se suceden inmediatamente [por paso] y debes decidir si falsear el diapente o hacer un tritono, elige primero hacer el tritono, porque el diapente es invariable en su composición. Otros hacen lo contrario y se equivocan. En todas las demás especies ajustarse a lo que la letra y la melodía deben exigir. Un disyunto es el pasar por salto de una deducción y propiedad en otra según lo que se nota <arriba>. Existen estos disyuntos: el tritono, el diapente, la sexta, la séptima y el diapasón. Se encuentran otros <como el noveno, el décimo y el duodécimo, pero éstos [los primeros mencionados] son suficientes para el plalnchant, y se hacen por un defecto de las vocales]. 
Coniunta es do ay mi poner fa: E al contrario son diez: 5º de bº 5º de b♮º. De bº son estas, 1ª 3ª 5ª 7ª 9ª. De b♮º 2ª 4ª 6ª 8ª 10ª. Son musica ficta. E asignaron solas diez coniuntas: por que bastan para fazer una linea rotunda circular en la mano. Item los mis son b♮º, fas bº con sus bozes de ut fasta la: a semeiança de bfa♮mi, quel mi suyo es b♮º: el fa bº. Exemplo destas con otras tres i la 3º deducion de natura veras enesta figura.
Los conjuntos son música ficta y se inventaron para acabar con la imperfección del canto llano. Un conjuncto es cuando se canta un mi. en lugar de un fa, y viceversa. Hay doce [conjuntos], seis de ♮ dura y seis de b suave. Hay de ♮ dura: [el primero], tercero, quinto, séptimo, noveno y undécimo.
Estos son de b suave: el segundo, cuarto, sexto, octavo, décimo y duodécimo. Item: las [conjunciones de] mi, son duras y las de fa son blandas con todas sus vocativas desde la ut hasta la a semejanza de bfa♮mi. porque la mi en bfa♮mi es dura y la fa es blanda, como aparece en esta figura.
Nótese cómo, combinando las vocales En cada signo de esta figura con las de la otra figura, este arte manual de músical procede por una línea continuamente circular, dando a cada signo seis vocales y dieciocho mutaciones, y a cada propiedad tres deducciones que son las tres que comienzan en f, las tres que comienzan en c y las tres que comienzan en g.

### [fol.6 v.]

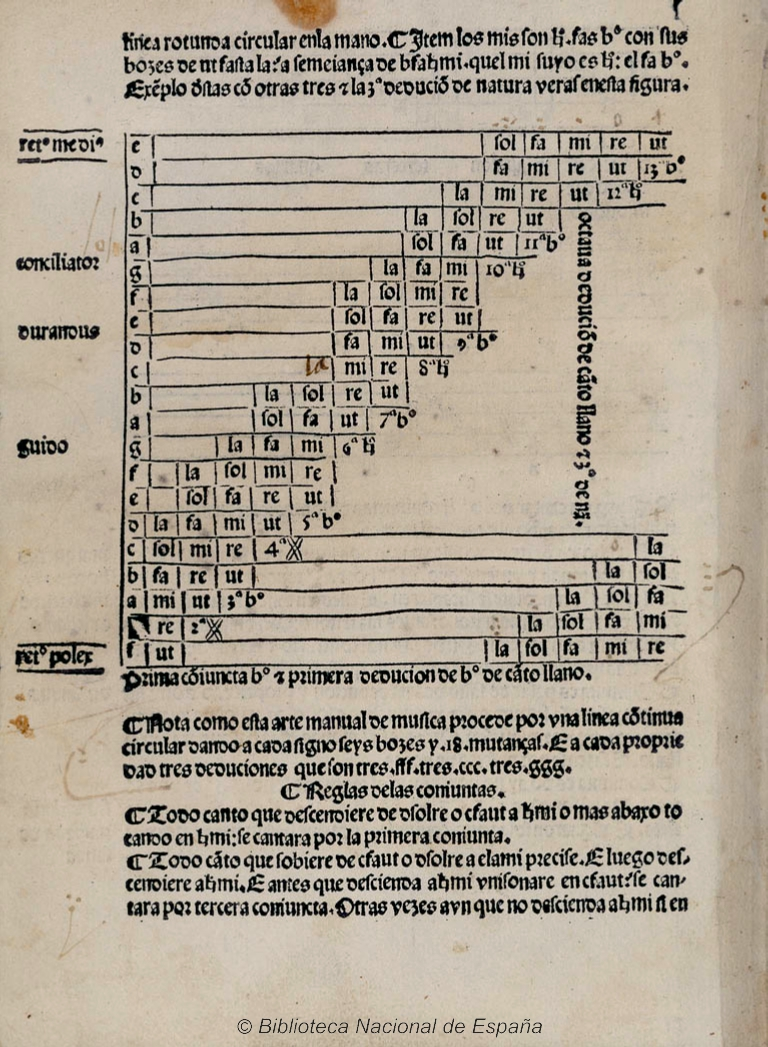
Tratado Lux Bella página 12

Nota como esta arte manual de musica prodece por una linea continua circular dando a cada signo seys bozes y 18 mutanças. E a cada propriedad tres deduciones que son tres, fff, tres, ccc, tres, ggg.
Título: reglas de las coniuntas.
Todo canto que descendiere de dsolre o cfaut a b(cuadro)mi o mas abaxo tocando en b(cuadro)mi: se cantara por la primera coniunta. Todo canto que sobiere de cfaut o dsolre a elami precise. E luego descendiere a b♮mi. E antes que descienda a b♮mi unisonare en cfaut: se cantara por tercera coniuncta. Otras veces aun que no descienda a b(cuadro)mi si en llegando a elami desciende de grado sin unisonar enel: se cantara por la 3ª coniuncta. Item si el canto se cantare por bº i descendiere de bfa(becuadro)mi alamire gsolreut o ffaut a elami. E luego se bolviere a bfa(becuadro)mi cantara por la tercera coniuncta.

### [fol.7 r.]

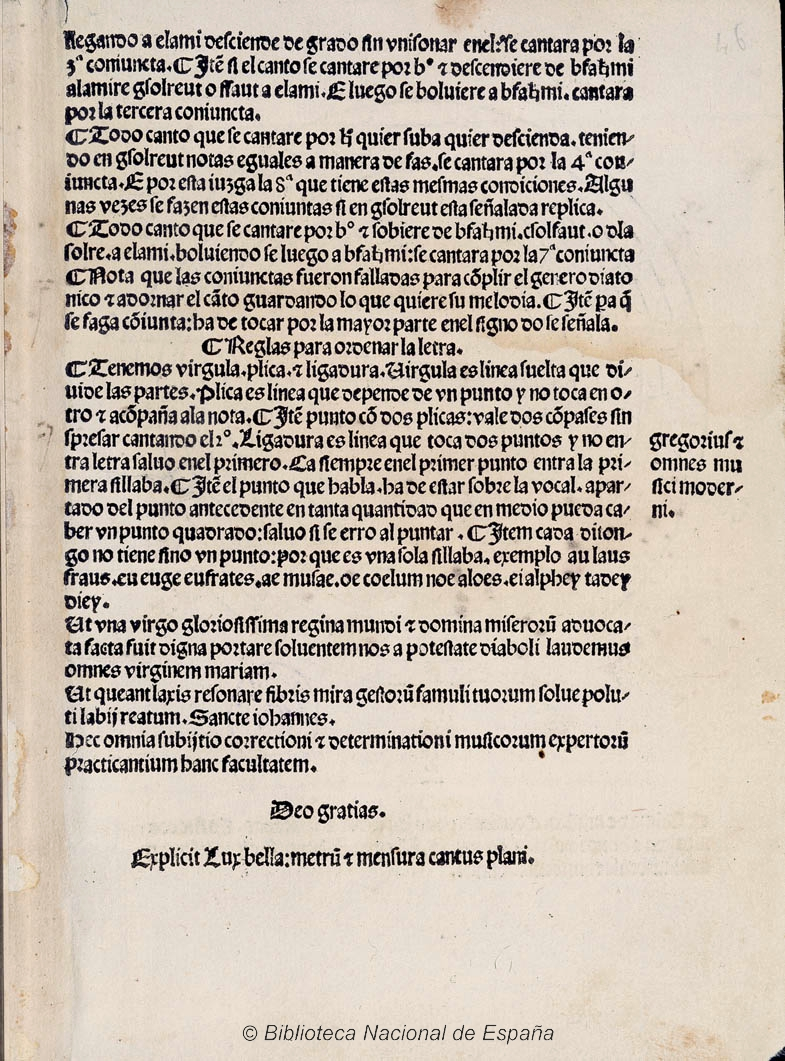
Tratado Lux Bella página 13

Con respecto a las reglas de las conjuntas
Todo canto que desciende desde dsolre o cfaut hasta ♮mi o más abajo tocando ♮mi se canta por la (novena deducción, y si no toca ♮mi, entonces se canta por la primera. Todo canto que asciende desde cfaut o dsolre hasta precisamente elami y luego desciende a mi. pero antes de descender a ♮mi permanece al unísono en cfaut. es cantado por la segunda conjunta. Otras veces, aunque no descienda a bmi. si en llegando a elami desciende por paso sin cantar al unísono es cantado por el segundo conjunto. Item: si el canto es cantado por b suave, y desciende de bfa♮ml. alamire. gsolreut. o ffaut a elami.y luego vuelve a bfa♮mi. se canta por el segundo conjunto.
Todo canto que se cantare por b♮º quier suba quier descienda, teniendo en gsolreut notas eguales a manera de fas, se cantara por la 4ª coniuncta. E por esta iuzga la 8ª que tiene estas mesmas condiciones. Algunas vezes se fazen estas coniuntas si en gsolreut esta señalada replica. Todo canto que se cantare por bº i sobiere de bfa♮mi, csolfaut o dlasolre, a elami, bolviendo se luego a b fa♮ mi: se cantara por la 7ª coniuncta. Nota que las coniunctas fueron falladas para complir el genero diatonico i adornar el canto guardando lo que quiere su melodia. Item para que se faga coniunta: ha de tocar por la mayor parte enel signo do se señala.
Todo canto que se entona con bº♮, ya sea ascendente o desciende, y tiene notas iguales en gsolreut a la manera de fas. (o es cantado por una línea y tiene un mi indicado en ffaut) es cantado por el cuarto conjunto. Y por esta regla la séptima conjuncta es juzgada, porque tiene estas mismas condiciones, (y del mismo modo todos las otras conjuntas de ♮ si siguen y tienen las mismas condiciones), A veces estos conjuntos se utilizan si se indica una respuesta En gsolreut. Todo canto que se entona por b suave y asciende de bfa♮ml. csolfaut. o dlasolre a elami volviendo luego a bfa♮mi se canta en la sexta conjunción. Nótese que los conjuntos se inventaron para completar el género diatónico. completar el género diatónico, y para adornar el canto, conservando lo que requiera la melodía. Item: Para hacer los conjuntos, en su mayor parte parte [el canto] debe tocar en el signo donde se indica [la conjunta] es indicado.
Título: Reglas para ordenar la letra.
Tenemos virgula, plica, i ligadura. Virgula es linea suelta que divide las partes. Plica es linea que depende de un punto y no toca en otro i acompaña ala nota. Item punto con dos plicas: vale dos compases sin spresar cantando el 2º. Ligadura es linea es linea que toca dos puntos y no entra letra salvo enel primero. Ca siempre enel primer punto entra la primera sillaba. Item el punto que habla ha de estar sobre la vocal, apartado del punto antecedente en tanta quantidad que en medio pueda caber un puntoquadrado: salvo si se erro al puntar. Item cada ditongo no tiene sino un punto: por que es una sola sillaba, exemplo au laus fraus, eu euge eufrates, ae musae, oe coelum noe aloes, ei alphey tadey diey. Ut una virgo gloriosissima regina mundi et domina miserorum advocata facta fuit digna portare solventem nos a potestate diaboli laudemus omnes virginem mariam. Ut queant laxis resonare fibris mira gestorum famuli tuorum solve polutilabiireatum. Sancte iohannes. Ibec omnia subiitio correctioni et determinationi musicorum expertorum practicantium hanc facultatem.
Deo gratias.
Explicit Lux Bella: metrum et mensura cantus plani
[Sobre las reglas para ordenar las palabras].
[Tenemos la vírgula, la cola (plica) y la ligadura. La vírgula es una línea ligera que divide las partes [del canto]; La alta es una línea que depende de una nota y acompaña a esa nota, y no toca a otra nota. Ítem: la nota con dos colas vale dos tactus sin revoque sobre la segunda en el canto. La ligadura es una línea que toca dos notas y no introduce una palabra excepto en la primera nota, porque la primera sílaba siempre entra en la primera nota (de las que están ligadas). Punto: salvo error de escritura, la nota en la que se pronuncia la sílaba debe estar por encima de la vocal y separada de la nota antecedente por un espacio suficiente para que pueda colocarse entre ellas una nota cuadrada. Item: cada diptongo no tiene más que una nota porque es una sola sílaba. Por ejemplo: au- laus, fraus; eu-euge, eufrates; ae--musae; oe- coelum, noe, aloes; ei-alphey, tadey, diey].
[En este verso al honor de Nuestra Señora todas las vocativos vienen en orden, un vocativo en cada uno de sus versos (pie): Ut una virgo gloriosissima regina mundi et domina miserorum aduocata facta fuit digna portate solventem nos a potestate diaboli laudemus omnes virginem mariam. Igualmente las seis vocales están contenidas en este verso: Ut aueant laxis resonare fibrls mira gestorum famuli tuorum solve poluti labij reatum. Sancte iohannes. Todo esto lo someto a la corrección y determinación de los músicos expertos que practican este arte . Gracias sean dadas a Dios. Lux Bella está terminada, la medida y proporción del canto llano.]

### [fol.7 v.]

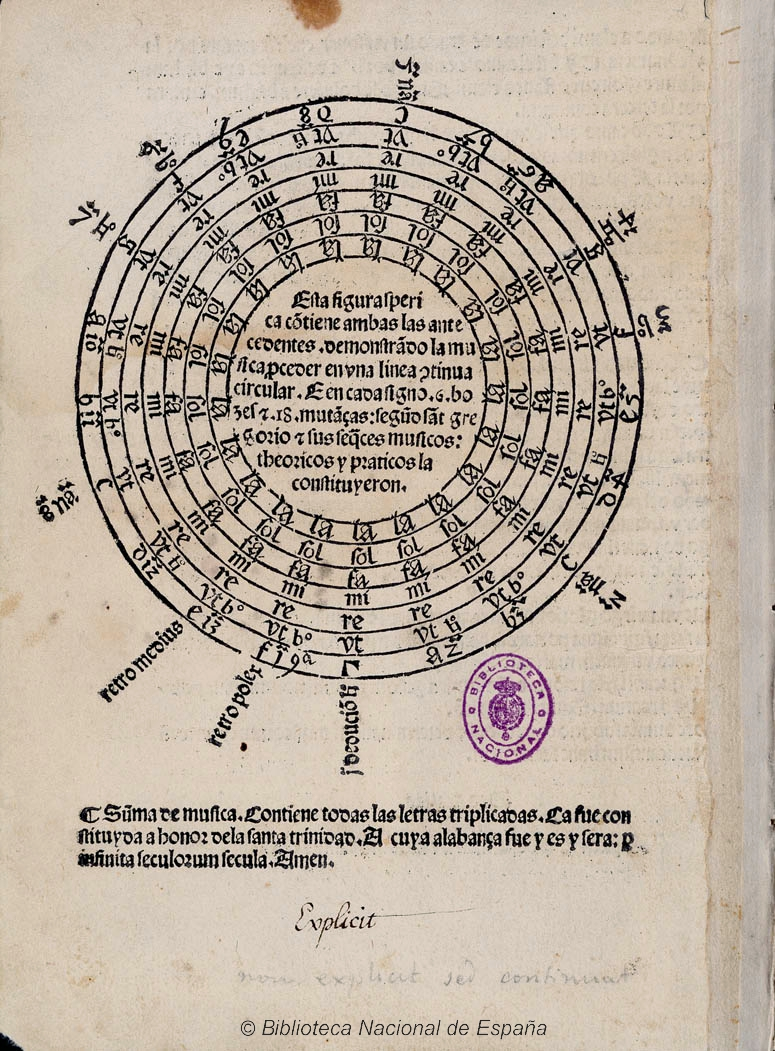
Tratado Lux Bella página 14